# Enric Galwey i Garcia

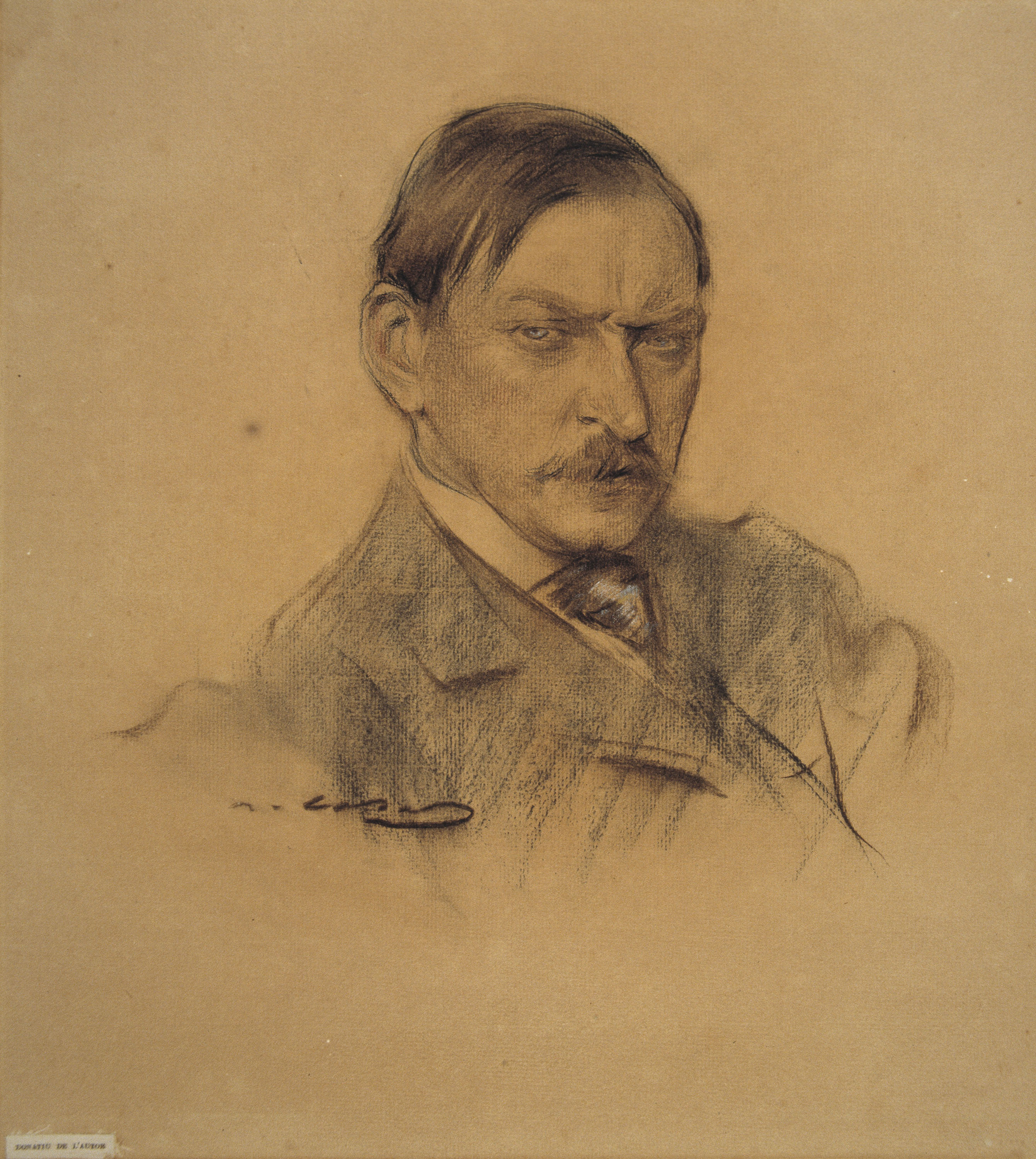
Enric Galwey porträtiert von Ramon Casas, MNAC, Barcelona

Enric Galway: Frauenfigur mit Landschaft (Museo Victor Balaguer)

Enric Galwey i Garcia (* 17. April 1864 in Barcelona; † 10. Februar 1931 ebenda) war ein katalanischer Maler, der in der Tradition der Landschaftsmalereischule von Olot stand. Die Familie väterlicherseits stammte aus Irland. Galwey war der markanteste Maler der zweiten Künstler-Generation der Schule von Olot. Sein Werk ist stark durch Joaquim Vayreda, aber auch durch die Schule von Barbizon beeinflusst.
Galwey hatte seine künstlerische Ausbildung an der Llotja, der Escola de Belles Arts de Barcelona, absolviert. Ab 1885 führte er seine Ausbildung in Landschaftsmalerei an der Kunstakademie in Olot bei Joaquim Vayreda fort. Im selben Jahr stellte er erstmals am Centre d’Aquarel·listes de Barcelona aus. Es folgten Ausstellungen in Madrid, Berlin, Düsseldorf, Paris, London, Venedig und Buenos Aires. Ab 1889 ging er zu weiteren Studien zu den Malern Théodore Rousseau, Jean-Baptiste-Camille Corot, Jean-François Millet der 
Schule von Barbizon. Seine durch diese Malereischule beeinflussten Werke zeigen häufig  Sonnenuntergänge (dunkeltönige Bilder) oder sind durch starke Schattenbildung, die nicht dekadentistisch wirken,  ausgezeichnet. Insgesamt tritt in Galweys Werk die Tendenz zu einem zurückhaltenden Impressionismus zu Tage.
1915 gewann er den ersten Preis für das Bild Paisatge (Landschaft) bei der Exposición Nacional de Bellas Artes de Madrid. Zusammen mit Modest Urgell und Lluís Graner gründete er die Societat Artística i Literària de Catalunya, die künstlerische und literarische Gesellschaft Kataloniens. In seinem Werk El que he vist a can Parés (1934, „Das, was ich im Hause Parés gesehen habe“) schildert Galwey Anekdoten zur Kunst und den Künstlern seiner Zeit.